# ماتزوفا
ماتزوفا هي كيبوتس تقع في منطقة الجليل، إسرائيل امتدت على أراضي قرية البصة العربية المُهجرة بعد سنة 1948.